# Aarhus Stadion
Aarhus Stadion er et stadion i Aarhus. Stadionet er en del af sportskomplekset Ceres Park & Arena og drives af Aarhus Kommune.
Aarhus Stadion er fast hjemmebane for fodboldklubben AGF.
Fra 2015 har stadionet båret sponsornavnet Ceres Park efter sponsoren Royal Unibrews lokale produkt Ceres. 

## Historie
Den oprindelige Aarhus Idrætspark blev tegnet og opført af arkitekt Axel Høeg-Hansen i årene 1916-18. Idrætsparken blev indviet den 5. juni 1920 med deltagelse af kong Christian X og dronning Alexandrine. Ved opførelsen af Aarhus Stadionhal blev den imponerende træbuekonstruktion fra Københavns 2. banegård (1863-64 af J.D. Herholdt, nedrevet 1916) genbrugt.
Den første fodboldkamp på stadion blev spillet 27.maj 1920, hvor AGF mødte Aarhus 1900 i en venskabskamp. 27. september 1925 blev den første fodboldlandskamp spillet i Aarhus Idrætspark, da Danmark mødte Finland.
I 1930'erne blev der opført en stor cementtribune på langsiden over for stadionbygningerne, og en tribune med ståpladser mod vest (Ebeltoft-tribunen). Dermed kom kapaciteten op på 24.000 tilskuere. Der blev sat tilskuerrekord d. 13. september 1936 med 21.000 tilskuere, som overværede unionskampen mellem Jylland og København.
Den ene af hallerne nedbrændte under 2. verdenskrig, og blev først genopført i 1947 som den "nye stadionhal". Det var den østlige del af den gamle stadionbygning. I 1993 blev der igen foretaget en større renovering af Idrætsparken bl.a. med idrætshotel og kontorer for Team Danmark.
I 1957 fik idrætsparken sit første lysanlæg, så der nu kunne spilles kampe om aftenen, og i 1967 blev der bygget ny tribune langs stadionbygningerne, den såkaldte A-tribune.
I 2001 gennemgik Aarhus Idrætspark igen en større ombygning, med renovering af stadion, samt opførelse af Arenaen med plads til 4.700 tilskuere. Hele ombygningen kostede ca. 240 mill. kr.
I 2009 blev NRGi Arena udvidet til 5.001 pladser.
Tilskuerrekorden er 23.990 tilskuere, der 23. oktober 1962 så AGF mod Esbjerg fB. Kampen endte 4-0 til Esbjerg.

### Navn
Fra 2015 har stadionet båret sponsornavnet Ceres Park efter sponsoren Royal Unibrews lokale produkt Ceres. 
Fra 2006-2015 hed stadionet "NRGi Park" efter den daværende sponsor NRGi.

## Brugere
Aarhus Stadion er hjemmebane for fodboldklubben AGF. To år i træk har FC Barcelona afholdt træningslejr i Aarhus, og stadion lagde derfor græs til flere kampe med FC Barcelona. Der er også spillet landskampe; i nyere tid mødte Danmarks fodboldlandshold i en kamp mod Paraguays fodboldlandshold inden VM i fodbold 2006. Efter kampen mod Sverige i Parken i 2007 blev to kvalifikationskampe til EM i 2008 mod henholdsvis Liechtenstein og Spanien henlagt til NRGi Park sammen med en i forvejen planlagt venskabskamp mod Irland.

## Opbygning

### Ceres Park
Ceres Park er delt op i fire tribuner:
- Tribune A (Hørkram Tribunen): 2326 siddepladser
- Tribune B (Bravida Tribunen): 4610 siddepladser (Afsnit B1-B2 er forbeholdt hjemmeholdets tilhængere).
- Tribune C (Ceres Tribunen): 7873 siddepladser
- Tribune D (Super1Rent Tribunen): 4624 siddepladser (Afsnit D5-D6 er forbeholdt udeholdets tilhængere).

Ceres Park er Danmarks tredjestørste fodboldstadion.

## Tilskuerrekorder
De ti fodboldkampe med flest tilskuere på Ceres Park.
| År   |         |                | Tilskuere | Resultat | Turnering                 |
| ---- | ------- | -------------- | --------- | -------- | ------------------------- |
| 1962 | AGF     | Esbjerg fB     | 23.990    | 0-4      | 1. division               |
| 1956 | AGF     | AB             | 23.563    | 4-1      | 1. division               |
| 1984 | AGF     | Vejle          | 22.500    | 2-0      | 1. division               |
| 1961 | AGF     | SL Benfica     | 22.400    | 1-4      | Mesterholdenes Europa Cup |
| 1957 | AGF     | BK Frem        | 22.360    | 1-1      | 1. division               |
| 1947 | Danmark | Finland        | 22.300    | 4-1      | Venskabskamp              |
| 2019 | AGF     | Silkeborg IF   | 22.175    | 3-4      | Superligaen               |
| 1979 | AGF     | Bayern München | 22.000    | 1-2      | UEFA Cup                  |
| 1989 | AGF     | FC Barcelona   | 22.000    | 0-1      | Pokalvindernes Europa Cup |
| 1955 | AIA     | AGF            | 21.922    | 1-1      | 1. division               |

## Arrangementer
Efter ombygningen af Ceres Park og Djurslands Bank Arena i 2001 har det huset flere internationale sportsstævner, koncerter og andre kultulle arrangementer. 

### Fodbold
- Landskampe
  - 1925 - Danmark mod Finland (venskabskamp, 8.000 tilskuere)
  - 1947 - Danmark mod Finland (venskabskamp, 22.300 tilskuere)
  - 1949 - Danmark mod Island (venskabskamp, 12.000 tilskuere)
  - 1958 - Danmark mod Curaçao (venskabskamp), 15.800 tilskuere)
  - 1983 - Danmark mod DDR (OL-kvalifikationskamp, 6.100 tilskuere)
  - 1983 - Danmark mod Norge (OL-kvalifikationskamp, 2.500 tilskuere)
  - 1983 - Danmark mod Finland (OL-kvalifikationskamp, 2.200 tilskuere)
  - 1983 - Danmark mod Polen (OL-kvalifikationskamp, 700 tilskuere)
  - 1987 - Danmark mod Vesttyskland (OL-kvalifikationskamp, 21.288 tilskuere)
  - 1987 - Danmark mod Polen (OL-kvalifikationskamp, 5.800 tilskuere)
  - 1992 - Danmark mod Norge (venskabskamp, 8.000 tilskuere)
  - 2003 – Danmark mod AGF (venskabskamp, 20.398 tilskuere)
  - 2006 – Danmark mod Paraguay (venskabskamp, 20.047 tilskuere)
  - 2007 – Danmark mod Irland (venskabskamp, 17.331 tilskuere)
  - 2007 – Danmark mod Liechtenstein (EM-kvalifikationskamp, 20.005 tilskuere)
  - 2007 – Danmark mod Spanien (EM-kvalifikationskamp, 19.849 tilskuere)
  - 2009 – Danmark mod USA (venskabskamp, 15.172 tilskuere)
  - 2015 – Danmark mod USA (venskabskamp, 10.515 tilskuere)
- Finaler
  - 1921 - AGF mod AB (DM-finale, 3.800 tilskuere)
  - 1923 - AGF mod BK Frem (DM-finale, 3.000 tilskuere)
  - 1992 - AGF mod B 1903 (Pokalfinale, 20.000 tilskuere)
- Klubkampe
  - 2002 – FC Aarhus mod Manchester United (venskabskamp, 20.000 tilskuere)
  - 2002 – FC Aarhus/Silkeborg IF mod Manchester City F.C. (venskabskamp, 7.000 tilskuere)
  - 2003 – Feyenoord mod Manchester City (venskabskamp, 7.500 tilskuere)
  - 2005 – Udvalgt Østjysk hold mod FC Barcelona (venskabskamp, 7.500 tilskuere)
  - 2005 – AGF mod FC Barcelona (venskabskamp, 20.000 tilskuere)
  - 2006 – AGF mod FC Barcelona (venskabskamp, 16.831 tilskuere)
  - 2006 – Randers FC mod Fenerbahce (UEFA Cup, 14.281 tilskuere)
  - 2012 – AGF mod FC Dila Gori (Europa League, 9.030 tilskuere)
  - 2016 – AGF mod Galatasaray (venskabskamp, 4.527)

### Andet
- Foredrag
  - 2007 – Bill Clinton og Kofi Annan
  - 2007 – Anthony Robbins

- Koncerter
  - 9. marts 2002 – D-A-D
  - 22. juni 2002 – Andrea Bocelli
  - 30. august 2002 – D-A-D
  - 7. februar 2004 – Dansk Melodi Grand Prix
  - 9. juli 2005 – Elton John, 28.000 tilskuere
  - 29. oktober 2005 – D-A-D
  - 7. juni 2006 – Depeche Mode, 24.000 tilskuere
  - 2006 – Aarhus Symfoniorkester (Århus Festuge-arrangement)
  - 9. april 2007 – Lionel Richie
  - 10. marts 2007 – Kim Larsen & Kjukken
  - 26. august 2007 – Michael Belli og Peter Belli
  - 2. november 2007 – Runrig
  - 18.-19. maj 2007 – George Michael, 64.000 tilskuere
  - 14. marts 2008 – Big Fat Snake
  - 5. marts 2009 – D-A-D
  - 27. marts 2009 – Volbeat
  - 30. maj 2009 – Eagles, 30.000 tilskuere
  - 18. marts 2015 - Bryan Adams
  - 12. juni 2016 - AC/DC

- Andet
  - 2006 – Hesteshowet Appassionata
  - 2007 – Lyset over Skagen musical